# Wereldkampioenschap quadrathlon sprint 2020
Het Wereldkampioenschap quadrathlon sprint 2020 was een door de World Quadrathlon Federation (WQF) georganiseerd kampioenschap voor quadrathlon-atleten. De 15e editie van het wereldkampioenschap vond plaats in het Duitse Schleusingen (Bergsee Ratscher).

## Uitslagen
| Heren  | Heren            | Heren   | Heren |
| Plaats | Atleet           | tijd    |       |
| ------ | ---------------- | ------- | ----- |
| 1      | Krzysztof Wolski | 1:32:32 |       |
| 2      | Milan Oslik      | 1:33:13 |       |
| 3      | Stefan Teichert  | 1:34:00 |       |
| 4      | William Peters   | 1:34:09 |       |
| 5      | Peter Moysey     | 1:41:45 |       |

| Dames  | Dames          | Dames   | Dames |
| Plaats | Atleet         | tijd    |       |
| ------ | -------------- | ------- | ----- |
| 1      | Lisa Teichert  | 1:43:36 |       |
| 2      | Anke Trilling  | 1:45:49 |       |
| 3      | Suzanne Walter | 1:53:28 |       |
| 4      | Gabi Menke     | 2:00:41 |       |
| 5      | Andrea Kuhlmey | 2:10:50 |       |

2002 ·
2003 ·
2004 ·
2005 ·
2006 ·
2012 ·
2013 ·
2014 ·
2015 ·
2016 ·
2017 ·
2018 ·
2019 ·
2020 ·